# رود ردیا
رود ردیا (انگلیسی: Redya) یک رودخانه در استان نووگورود کشور روسیه است.